# Gruiu (Căteasca), Argeș
Gruiu este un sat în comuna Căteasca din județul Argeș, Muntenia, România.
Satul se află în sud-estul comunei, pe malurile Neajlovului. La sfârșitul secolului al XIX-lea, el făcea parte din comuna Cacaleții de Jos, împreună cu reședința comunei. În 1908, această comună luase numele de Gruiu și i se alipiseră și satele Cireșu și Cacaleții de Sus.. Comuna Gruiu se desființează in 1951, iar satul Gruiu este alipit la nou înființata comună Siliștea. Comuna Siliștea se desființează in 1968, iar satele sale sunt alipite la comuna Căteasca. 